# Michael Orozco
Michael Orozco Fiscal (* 7. Februar 1986 in Orange, Kalifornien) ist ein ehemaliger US-amerikanischer Fußballspieler, der auch die mexikanische Staatsbürgerschaft besitzt.

## Karriere
Orozco Fiscal wechselte 2005 in die Jugendabteilung des mexikanischen Profiklubs Club San Luis. Vorher spielte er für die Irvine Strikers, einer Jugendmannschaft aus Irvine, Kalifornien. Sein Debüt gab er während der Apentura 2006 in der Primera División. Bis August 2008 absolvierte er 55 Ligaspiele. Im Januar 2010 verlieh San Luis Orozco an das MLS-Franchise Philadelphia Union. Nach einer Saison kehrte er nach Mexiko zurück.
Für die US-amerikanische Olympiaauswahl bestritt Orozco im März 2008 das Qualifikationsturnier für das olympische Fußballturnier in China. Dabei waren seine Leistungen so außerordentlich, dass er von der Technischen Studiengruppe als einer von drei Verteidigern in das All-Tournament Team gewählt wurde. Im Juli 2008 wurde er von Trainer Piotr Nowak in das 18-köpfige Aufgebot für die Olympischen Spiele berufen.
Sein Länderspieldebüt für die Fußballnationalmannschaft der Vereinigten Staaten gab er am 15. Oktober 2008 gegen Trinidad und Tobago. Nach fast drei Jahren wurde er für ein Freundschaftsspiel gegen Mexiko erneut nominiert und absolvierte am 10. August 2011 sein zweites Länderspiel. Am 15. August 2012 bestritt Orozco mit der US-Nationalmannschaft wieder ein Testspiel gegen Mexiko und erzielte den 1:0-Siegtreffer.